# Sofara
Sofara est une ville du Ma
li, chef-lieu de la commune de Fakala dans le cercle de Djenné, région de Mopti.

## Jumelages
La ville de Sofara est jumelée avec :
- Mulhouse (France) depuis le 18 janvier 2003[1].